# Pascual Ramírez
Pascual Enrique Ramírez Pereira (Andacollo, Chile, 22 de noviembre de 1958) es un cantante, músico y productor chileno de cumbia, considerado uno de los precursores de la movida tropical en Chile, que más tarde se conocería como Sound.

## Trayectoria
Nacido en Andacollo, durante su infancia y juventud trabajó como minero en uno de los piques de la zona. Desde pequeño mostró dotes musicales, aprendiendo a tocar guitarra a temprana edad.

### Grupo Fantasía
Comenzó su carrera musical bastante joven e influenciado por la cumbia ariqueña, donde los principales impulsores eran Claridad Baltazar. Allí formó parte del grupo La Nueva Cosecha y luego fundó la Sonora Fantasía Tropical, grabando las primeras canciones de la banda.
En 1991 se trasladó a Punitaqui, tierra natal de sus padres. Ahí refundó su banda como Grupo Fantasía, basado en el proyecto que había creado en Arica, pero a diferencia del anterior, no cultivaba el estilo de las grandes sonoras. Sino de nuevos ritmos, que tenían influencia de la cumbia peruana (chicha), cumbia boliviana y cumbia mexicana. Recluta a jóvenes músicos como Erick Rios, Rodolfo Segovia, Elías Vergara, su primo Juan "Tito" Pereira y su hermanastro Evenecer "Moncho" Morales y rápidamente logran éxito en el norte chico (Copiapó y La Serena); posteriormente son contactados por el productor Hugo Ascueta y su sello "Calipso Records" quien los ficha y en 1994 lanzan "Fantasía Tropical", disco que los catapultarían en todo el país con éxitos como "Cervecita Blanca", "Como Tu", "Este Dolor" y más.  
Tras cuatro años y cuatro exitosos discos, deja Fantasía de Punitaqui, luego de algunos problemas internos en el grupo, ante la repentina fama que afecta a sus integrantes más jóvenes.

### Grupo Alegría
Junto al ex bajista del grupo, Elías Vergara, decide volver a incursionar en la música, reclutando algunos músicos de la zona. Esto los llevó a unirse al músico Jorge Contreras, quien tenía la idea de crear un nuevo grupo llamado Génesis. Luego de trasladarse a Santiago para grabar con el productor Hugo Ascueta. El grupo finalmente pasa a llamarse Alegría, para evitar conflictos de derechos con el famoso grupo británico Genesis. El sello característico de aquel grupo sería los teclados de Mauricio Díaz, quien provenía desde Ovalle, y la singular animación de Neftalí Pereira, primo de Pascual Ramírez y hermano de Tito Pereira.
En 1996 la banda produce uno de los primeros discos en vivo del género, el que se transforma en éxito en ventas a lo largo de todo Chile. El mítico casette rojo, grabado en localidad de Pan de Azúcar, transita constantemente por las radios de todo el país.
Cuando la banda se asentó en Santiago, Pascual sirvió de nexo para la llegada de nuevas bandas tropicales como Amerika'n Sound, quienes provenían de Iquique, y al poco tiempo cosecharon gran éxito.
En 1997, Pascual incorporó al show del Grupo Alegría como corista a Domingo Vega, un joven ariqueño hijo del cantautor nortino Melvin Corazón Américo. Meses más tarde, Américo Jr -o simplemente Américo- reemplazaría al propio Pascual, quien se ve obligado a salir del grupo e iniciar una nueva banda, debido a diferencias contractuales y creativas con el grupo.

### Paskual y su Alegría
La nueva banda de Ramírez sale a la luz al poco tiempo. como Paskual y su Alegría, una evidente referencia a su creación anterior. Esta vez se une a la dupla de Fernando Robles y Cristián Espinoza (ex músicos de Fantasía), para crear esta propuesta solista que cosechó bastante éxito, aunque no pudo igualar el fenómeno de Fantasía y Alegría. A pesar de ello, consigue éxito con canciones como "Borracho de amor", "Un vaso de cerveza", "Lloraras, lloraras", "Primer beso", entre otros. También en 1998 produce el disco debut del grupo "Explosión Tropical" liderada por su hermanastro y ya reconocida voz del género Evenecer Morales.  
En 1999 los exintegrantes de Alegría Mauricio Diaz (teclados), Cristian Rivera (guitarra) y Manuel "Manolete" Espinoza (bajo) regresan a trabajar con Ramírez, esta vez editando el disco Internacional al año siguiente con éxitos como "El regreso", "Por tu culpa" y "Chica Bomba". También suma a Morales en segunda voz y percusión en shows en vivo.

### Actualidad
Pascual Ramírez continúa activo como músico y cantante tropical. Alternando sus presentaciones con trabajo en producción y locución en radios locales.

## Discografía

### Grupo Fantasía
- 1991: Fantasía
- 1992: Volumen I
- 1993: Volumen II
- 1994: Fantasía Tropical
- 1995: 15 éxitos

### Grupo Alegría
- 1995: A Gozar Suavecito
- 1995: Alegría II
- 1996: En Vivo (Grabado en Pan de Azúcar, Coquimbo)
- 1996: La Fiesta
- 1996: Los Fabulosos (Compartido con Amerika´n Sound")

### Paskual y su Alegría
- 1997: Paskual y Su Alegría
- 1997: Paskual y Su Alegría En vivo
- 1998: La Morena se Mueve
- 1998: Paskual y Su Alegría Andacollo 98'
- 1999: Grandes Éxitos
- 2000: Internacional
- 2001: Sellado con un beso
- 2005: Mi Última Canción
- 2009: Dame un beso
- 2020: Para El Corazón
- 2021: Mi Cassette
- 2022: “Para ti mi Amor”- La Leyenda Continúa